# Caryedon denticulatus
Caryedon denticulatus là một loài bọ cánh cứng trong họ Bruchidae. Loài này được Klug miêu tả khoa học năm 1833.